# Diocesi di Cremona

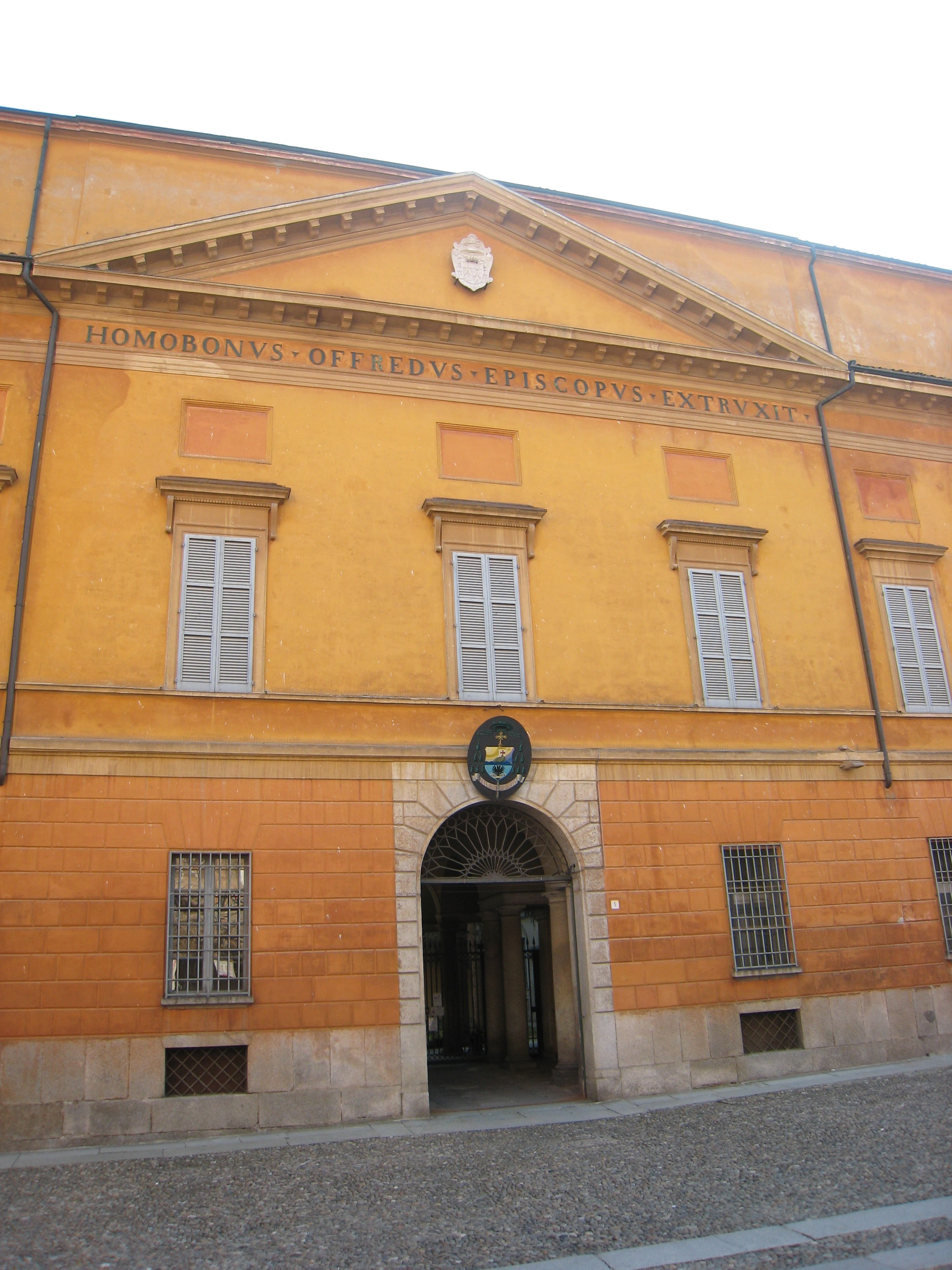
Il palazzo vescovile

La diocesi di Cremona (in latino Dioecesis Cremonensis) è una sede della Chiesa cattolica in Italia suffraganea dell'arcidiocesi di Milano appartenente alla regione ecclesiastica Lombardia. Nel 2023 contava 312 000  battezzati su 360 429 abitanti. È retta dal vescovo Antonio Napolioni.

## Santi patroni
I patroni della diocesi sono sant'Omobono e Santa Maria del Fonte presso Caravaggio, proclamata nel 1962 dal vescovo Danio Bolognini con l'approvazione della Sede Apostolica. Patroni secondari sono sant'Imerio e sant'Antonio Maria Zaccaria.

## Territorio
La diocesi comprende l'area orientale della provincia di Cremona sino a Casalmaggiore e il territorio collocato tra i fiumi Oglio e Po in provincia di Mantova, ossia la zona di Viadana, eccetto la frazione di Cizzolo (Viadana) che appartiene alla diocesi di Mantova. Anche a nord ovest supera gli attuali confini provinciali, in quanto comprende parte del territorio della bassa Bergamasca a sud del fosso bergamasco, tra cui il centro principale è Caravaggio con il suo santuario nonché la cittadina milanese di Cassano d'Adda: ciò è dovuto all'assetto amministrativo pre-napoleonico, mantenutosi nel tempo a livello religioso, che contemplava una provincia di Bergamo limitata a sud proprio dal fosso, ed una Gera d'Adda di medievale appartenenza cremonese sotto il generale dominio del Ducato di Milano. Non fa parte della diocesi cremonese l'area cremasca, sottoposta alla giurisdizione della diocesi di Crema.
Sede vescovile è la città di Cremona, dove si trova la cattedrale di Santa Maria Assunta. A Caravaggio sorge la basilica minore e santuario di Santa Maria del Fonte.

### Parrocchie e zone pastorali
Il territorio si estende su 1.917 km² ed è suddiviso in 221 parrocchie, raggruppate in 5 zone pastorali.

## Storia
Posizionata in un contesto strategico sulle vie di comunicazione dell'Italia del nord, Cremona dovette accogliere ben presto i missionari cristiani, anche se ormai è storicamente accertato che la fondazione della comunità cristiana ad opera di san Barnaba nel I secolo è frutto solo di leggende medievali. La prima testimonianza della diffusione del cristianesimo a Cremona è legata alla figura di sant'Eusebio, discepolo di san Girolamo, tra il IV e il V secolo.
Risale a questo stesso periodo l'erezione della diocesi. Il primo vescovo storicamente documentato è Giovanni, che prese parte al concilio provinciale milanese del 451, indizio che originariamente Cremona era suffraganea dell'arcidiocesi di Milano. Scarse sono le notizie intorno alla diocesi nei secoli successivi, nei quali sono noti solo altri due vescovi, Eustachio (501) e Desiderio (680). Unicamente a partire da Stefano sul finire dell'VIII secolo la serie episcopale cremonese si conserva pressoché ininterrotta fino ai nostri giorni.
La rinascita della diocesi coincide con la fine della dominazione longobarda e l'inizio del periodo carolingio. A partire dall'VIII secolo e ancora per tutto il IX e il X secolo i vescovi cremonesi ottennero vari privilegi ed esenzioni da parte dell'imperatore. Al vescovo Pancoardo (metà del IX secolo) l'imperatore Lotario I confermò tutti i privilegi e i possedimenti della chiesa cremonese, che si estesero anche a sud della linea del Po.
Liutprando, nella seconda metà del X secolo fu probabilmente il vescovo più famoso dell'epoca medievale. Fu un celebre diplomatico e cronista e si impegnò in una difficile missione a Costantinopoli. A lui si deve l'aver importato a Cremona il culto di sant'Imerio, vescovo di Amelia, che fu a lungo il patrono della città, prima che si affermasse il culto di sant'Omobono.
Il vescovo Sicardo, all'inizio del XIII secolo prese parte alle crociate. Fu anche un fervoroso promotore del culto di sant'Omobono, che morto a Cremona il 15 novembre 1197, ebbe dalla Santa Sede l'approvazione del culto già il 12 gennaio 1198 con la bolla Quia pietas di papa Innocenzo III. Anche Sicardo lasciò ai posteri una cronaca.
Lo stesso vescovo Sicardo ottenne 1212 che le parrocchie di Crema (sia della cittadina sia del contado) venissero restituite alla diocesi dopo che papa Alessandro III le aveva affidate alla diocesi di Piacenza, ma per le pressioni del comune cremasco si giunse nel 1284 alla divisione delle stesse tra le due diocesi di Cremona e di Piacenza, con la città di Crema divisa tra le sue stesse mura tra le due giurisdizioni episcopali, situazione che rimarrà tale fino al tardo Cinquecento.
Il primo sinodo diocesano documentato da fonti coeve fu celebrato nel 1298 durante l'episcopato di Rainerio. Il territorio della diocesi si presenta alla fine del XIV secolo suddiviso in 30 pievi, con la presenza di almeno 60 monasteri, tra maschili e femminili, di cui ben 40 nella sola città episcopale.
Nella seconda metà del XV secolo e all'inizio del secolo successivo Cremona fu travagliata da guerre. Nel periodo di dominazione veneziana le fu dato come vescovo Gerolamo Trevisan, che dovette abbandonare la città quando fu riconquistata dai francesi in seguito alla vittoria di Agnadello.
Il XVI secolo fu un secolo di forti contrasti. Cremona diede i natali, nel 1502, a sant'Antonio Maria Zaccaria, fondatore dell'ordine dei Chierici regolari di San Paolo, chiamati barnabiti, tra i protagonisti della riforma cattolica cinquecentesca. Contestualmente fu anche centro di un movimento favorevole alla riforma luterana; per controbattere questa presenza fu proprio a Cremona che venne data alle stampe una delle prime opere apologetiche antiluterane, la Revocatio Martini Lutherii del domenicano Isidoro Isolani, pubblicata nel 1519 con una seconda edizione già l'anno successivo. Tra i principali fautori dell'applicazione dei decreti tridentini vi fu il vescovo Niccolò Sfondrati che indisse sinodi diocesani, compì la visita pastorale e fondò il seminario nel 1566; questa sua attività gli valse l'elezione al soglio pontificio il 5 dicembre 1590.
Tra la fine del XVI e l'inizio del XVII secolo la diocesi dovette rinunciare ad una vasta porzione di territorio: l'11 aprile 1580 perse 21 parrocchie in seguito alla creazione della diocesi di Crema; il 12 febbraio 1601 le 25 parrocchie dell'Oltrepò (nella zona tra Monticelli d'Ongina, Zibello, e Busseto) entrarono nella nuova diocesi di Borgo San Donnino (oggi diocesi di Fidenza).
Durante l'occupazione francese il vescovo Omobono Offredi ottenne da Napoleone Bonaparte il calice d'oro usato da san Carlo Borromeo e in seguito dal viceré d'Italia la restituzione di quattro chiese che si volevano abbattere.
Il 16 febbraio 1820, in forza della bolla Paternae charitatis di papa Pio VII, Cremona acquisì le parrocchie delle diocesi di Parma e di Borgo San Donnino che si trovavano a nord del Po.
Tra Ottocento e Novecento si distinse in particolare la figura del vescovo Geremia Bonomelli, che diede impulso al rinnovamento spirituale e pastorale della diocesi e che nella questione romana «rappresentò per anni il riferimento dell'ala liberale moderata, con i suoi numerosi scritti e, in particolare, con le intense e lungimiranti lettere pastorali». Giovanni Cazzani fu il vescovo che resse la diocesi durante entrambe le guerre mondiali: nel suo lungo episcopato celebrò tre sinodi diocesani. Altra figura di rilievo nel panorama della Chiesa italiana del Novecento il sacerdote e parroco di Bozzolo, don Primo Mazzolari, «considerato uno dei precursori o anticipatori dello spirito del concilio Vaticano II».
Nel 1975 fu disposta una riorganizzazione territoriale della diocesi, con l'abolizione dei vicariati e la costituzione delle unità pastorali.
Nel 2006 ha ceduto la parrocchia di Sant'Antonio abate di Salvirola alla diocesi di Crema.

### Il capitolo
Nella cattedrale è presente il perinsigne Capitolo, denominato ufficialmente "Capitolo dei canonici della Beata Vergine Assunta nella chiesa cattedrale di Cremona", il più antico e illustre collegio della città. La sua esistenza è attestata dallo storico Giuseppe Bresciani già nell'VIII secolo.
Tanti i poteri, le proprietà e i privilegi appartenuti nella storia al Capitolo, i cui membri, solitamente cadetti del patriziato, nel IX secolo sono chiamati "fratelli canonici" o "cardinali della Santa Chiesa cremonese". Oggi l'unico privilegio è l'uso della croce patriarcale (concessa nel 1414 dall'antipapa Giovanni XXIII per l'ospitalità ricevuta).
Quanto all'abito, dopo il concilio Vaticano II il capitolo ha rinunciato all'uso dell'ermellino, della cappa magna (concessa nel 1591 da papa Gregorio XIV, che era stato per trent'anni vescovo di Cremona e regalò al capitolo anche la reliquia della Sacra Spina), della veste filettata di rosso con fascia violacea e fiocchi, della veste paonazza e del fiocco rosso sul tricorno, nonché della mantelletta paonazza, oltre a quelli confermati da papa Pio XI nel 1923 (i privilegi dei Protonotari apostolici ad instar participantium, con il privilegio dei pontificali, della mitria e della croce pettorale, con l'anello gemmato).
I canonici, che oggi hanno conservato il titolo di monsignore e con la facoltà di indossare la mozzetta violacea, hanno sempre esercitato un rilevante ruolo nel governo della diocesi, con la facoltà di elezione dei vescovi (fino alle bolle in contrario di papa Bonifacio VIII). Oggi hanno perso tutta questa rilevanza, compresa la nomina dell'amministratore diocesano in sede vacante e l'esame delle pratiche amministrative di maggior importanza, attualmente demandato al Collegio dei Consultori. Dal 1990 il Capitolo non si occupa più nemmeno dell'amministrazione della cattedrale: un solo canonico fa parte, per diritto, del Consiglio della Cattedrale, nominato dal vescovo.

### Rito offrediano
Nel corso dei secoli la diocesi di Cremona ha sviluppato un rito liturgico proprio detto offrediano, dal nome del vescovo Offredo degli Offredi, che lo restaurò nel XII secolo. Nel 1297 il vescovo Ranieri impose a tutte le parrocchie l'osservanza del rito: prescrizione che dovette cadere nell'oblio, visto che alla fine del XV secolo era osservato solo nella Cattedrale e nelle chiese dell'Oltrepò. Nel 1458, grazie a un indulto di papa Callisto III la diocesi adottò il rito romano: il rito offrediano scomparve del tutto, anche se alcune usanze restano fino al XIX secolo nelle liturgie della Cattedrale e di alcune chiese della diocesi di Fidenza.
Le informazioni riguardanti il rito sono scarsissime, visto che tutti i libri liturgici, a eccezione del Martirologio, sono andati distrutti in un incendio dell'Archivio capitolare.
Nel corso della Messa veniva invocato frequentemente (nel Confiteor, all'Offertorio e nel Canone) san Barnaba, chiamato Padre nostro e considerato il primo evangelizzatore del territorio cremonese. Avanti l'Introito, l'Epistola e durante la Consacrazione si cantavano dei tropi. Nel canone venivano nominati i santi venerati nella Chiesa cremonese.

## Cronotassi dei vescovi
Nel 1599 l'ecclesiastico Biagio Rossi (Blasius Rubeus) compilò il primo catalogo dei vescovi cremonesi, ognuno corredato da un'esatta cronologia e da note biografiche, a partire dall'inizio del IV secolo. Successivamente, a questo catalogo furono aggiunti altri nomi per completare l'elenco dei vescovi fino a san Barnaba (I secolo), ritenuto il fondatore della diocesi. Molti dubbi in seguito sono stati sollevati sulla genuinità di questo catalogo, dato che sono solo tre i vescovi storicamente documentati fino a Stefano II (fine VIII secolo).
Nella presente cronotassi si omettono i periodi di sede vacante non superiori ai 2 anni o non storicamente accertati.
- Stefano I †
- Sirino †
- Auderio †
- Corrado †[25]
- Vincenzo †
- San Sisinnio †
- Giovanni I † (menzionato nel 451)
- Eustasio o Eustachio † (menzionato nel 501 circa)
- Crisogono †
- Felice †
- Creato †
- Sisto †
- Desiderio I †
- Anselmo †
- Eusebio †
- Bernardo †
- Desiderio II † (prima del 679 - dopo il 680)
- Zeno, O.S.B. †
- San Silvino †
- Stefano II † (prima del 774 - dopo l'800)
- Attone † (menzionato prima dell'810)
- Wolfoldo o Wolfredo † (menzionato nell'817)
- Simperto degli Addobati † (menzionato nell'827)
- Pancoardo † (prima dell'841 - circa 850 dimesso)
- Benedetto † (circa 850 - circa 880 deceduto)
- Landone † (prima dell'883 - dopo il 910)
- Giovanni II † (prima del 915 - dopo il 924)
- Darimberto (o Dagiberto) † (prima del 931 - dopo giugno 960)[26]
- Liutprando † (prima di gennaio 962 - dopo l'autunno del 971 deceduto)[26][27]
- Olderico † (prima di marzo 973 - dopo febbraio 1004 deceduto)[26]
- Landolfo † (prima di ottobre 1004 - dopo marzo 1030 deceduto)[26]
- Ubaldo † (prima di febbraio 1031 - 7 marzo 1067 deceduto)[26]
- Arnolfo da Velate † (circa 1068 - dopo il 1079)[28][29]
- Gualtiero † (circa 1086 - 15 marzo circa 1087 deceduto)[26]
  - Sede vacante (ca. 1087-1110)[26]
- Ugo da Noceto † (circa 1110 - 1117 deposto)[26]
- Oberto da Dovara † (1117 - dopo aprile 1162 deceduto)[26]
- Presbitero da Medolago † (prima del 20 gennaio 1163 - 1º maggio 1167 deposto)
- Sant'Emanuele, O.Cist. † (1º maggio 1167 - 27 febbraio 1168 deceduto)
- Offredo degli Offredi † (prima del 29 maggio 1168 - 9 agosto 1185 deceduto)
- Sicardo † (1185 - 8 giugno 1215 deceduto)
- Omobono de Madalberti † (circa 1215 - 11 ottobre 1248 deceduto)
  - Giovanni Buono de Giroldi † (1248 - 5 agosto 1250 deposto) (vescovo eletto)[30]
- Bernerio Sommi † (29 luglio 1249 - circa 1260 deceduto)
- Cacciaconte da Somma † (19 luglio 1260 - 16 luglio 1288 deceduto)
- Ponzio Ponzoni † (1288 - 12 agosto 1290 deceduto)
- Emanuele Sescalco † (circa 1290 - circa 1296)
- Rainerio Porrina di Casole † (24 aprile 1296 - 1312 deceduto)
- Egidiolo Bonseri † ( 17 febbraio 1313 - 1317 dimesso)
- Egidio Madalberti † (18 luglio 1318 - 1325 dimesso)
- Ugolino di San Marco, O.P. † (6 marzo 1327 - 1349 dimesso)
  - Dondino † (6 gennaio 1329 - 1331) (antivescovo)
- Ugolino Ardengheri † (23 ottobre 1349 - 1361 ? deceduto)
- Pietro Capello, O.P. † (10 novembre 1361 - 15 ottobre 1383 deceduto)
- Marco Porri † (1383 - 1º dicembre 1386 nominato vescovo di Ceneda)
- Giorgio Torti † (1º dicembre 1386 - 25 aprile 1389 deceduto)
- Tommaso Visconti, O.E.S.A. † (1º febbraio 1390 - 21 ottobre 1390 nominato vescovo di Brescia)
- Francesco Lante, O.F.M. † (21 ottobre 1390 - 4 ottobre 1401 nominato vescovo di Bergamo)
- Pietro Grassi † (4 ottobre 1401 - 27 settembre 1402 nominato vescovo di Pavia)
- Francesco Lante, O.F.M. † (27 settembre 1402 - 1405 deceduto) (per la seconda volta)
- Bartolomeo Capra † (17 luglio 1405 - 1411 deposto)
- Costanzo Fondulo † (28 marzo 1412 - 1423 dimesso)
- Venturino de Marni, O.S.B. † (5 marzo 1423 - 19 novembre 1457 deceduto)
- Bernardo Rossi † (27 aprile 1458 - 8 ottobre 1466 nominato vescovo di Novara)
- Giovanni Stefano Bottigella † (8 ottobre 1466 - 1475 deceduto)
- Giacomo Antonio della Torre † (15 gennaio 1476 - 1486 deceduto)
  - Ascanio Maria Sforza † (4 agosto 1486 - 27 maggio 1505 deceduto) (amministratore apostolico)
  - Galeotto Franciotti della Rovere † (27 maggio 1505 - 11 settembre 1508 deceduto) (amministratore apostolico)
- Gerolamo Trevisan, O.Cist. † (20 ottobre 1508 - 24 febbraio 1523 deceduto)
- Benedetto Accolti † (16 maggio 1523 - 21 settembre 1549 deceduto)
- Francesco Sfondrati † (9 novembre 1549 - 31 luglio 1550 deceduto)
  - Federico Cesi † (18 marzo 1551 - 13 marzo 1560 dimesso) (amministratore apostolico)
- Niccolò Sfondrati † (13 marzo 1560 - 5 dicembre 1590 eletto papa con il nome di Gregorio XIV)
- Cesare Speciano † (30 gennaio 1591 - 21 agosto 1607 deceduto)
- Paolo Emilio Sfondrati † (13 settembre 1607 - 1610 dimesso)
- Giovanni Battista Brivio † (19 luglio 1610 - 2 febbraio 1621 deceduto)
- Pietro Campori † (17 maggio 1621 - 4 febbraio 1643 deceduto)
- Francesco Visconti † (13 aprile 1643 - 1670 dimesso)
- Pietro Isimbardi, O.Carm. † (6 ottobre 1670 - 27 settembre 1675 deceduto)
- Agostino Isimbardi, O.S.B. † (24 febbraio 1676 - 2 giugno 1681 deceduto)
- Lodovico Settala † (4 maggio 1682 - 31 maggio 1697 deceduto)
- Alessandro Croce † (2 dicembre 1697 - 23 settembre 1704 deceduto)
- Carlo Ottaviano Guasco † (17 novembre 1704 - 21 novembre 1717 deceduto)
- Alessandro Maria Litta † (10 gennaio 1718 - 12 settembre 1749 dimesso[31])
- Ignazio Maria Fraganeschi † (22 settembre 1749 - 16 agosto 1790 deceduto)
- Omobono Offredi † (26 settembre 1791 - 28 gennaio 1829 deceduto)
- Carlo Emanuele Sardagna de Hohenstein † (28 febbraio 1831 - 1837 dimesso[32])
- Bartolomeo Casati † (8 luglio 1839 - 18 settembre 1844 deceduto)
- Carlo Bartolomeo Romilli † (19 gennaio 1846 - 14 giugno 1847 nominato arcivescovo di Milano)
  - Sede vacante (1847-1850)
- Antonio Novasconi † (20 maggio 1850 - 1867 deceduto)
  - Sede vacante (1867-1871)
- Geremia Bonomelli † (27 ottobre 1871 - 3 agosto 1914 deceduto)
- Giovanni Cazzani † (19 dicembre 1914 - 26 agosto 1952 deceduto)
- Danio Bolognini † (25 novembre 1952 - 2 dicembre 1972 deceduto)
- Giuseppe Amari † (5 marzo 1973 - 15 maggio 1978 nominato vescovo di Verona)
- Fiorino Tagliaferri † (28 ottobre 1978 - 26 maggio 1983 dimesso)
- Enrico Assi † (26 maggio 1983 - 16 settembre 1992 deceduto)
- Giulio Nicolini † (16 febbraio 1993 - 19 giugno 2001 deceduto)
- Dante Lafranconi (8 settembre 2001 - 16 novembre 2015 ritirato)
- Antonio Napolioni, dal 16 novembre 2015

## Calendario liturgico proprio della diocesi
Il calendario liturgico proprio della diocesi ricorda e celebra i seguenti santi e beati:
| Data        | Celebrazione                                                              | Grado                         |
| ----------- | ------------------------------------------------------------------------- | ----------------------------- |
| 2 gennaio   | Beata Stefana Quinzani, vergine                                           | Memoria                       |
| 3 gennaio   | Santi Basilio Magno e Gregorio Nazianzeno, vescovi e dottori della Chiesa | Memoria                       |
| 18 gennaio  | San Facio                                                                 | Memoria facoltativa           |
| 23 gennaio  | Santa Paola Elisabetta Cerioli, religiosa                                 | Memoria                       |
| 6 febbraio  | San Francesco Spinelli, sacerdote                                         | Memoria facoltativa           |
| 7 febbraio  | Santi Paolo Miki e compagni, martiri                                      | Memoria                       |
| 7 maggio    | Beato Alberto di Villa d'Ogna                                             | Memoria facoltativa           |
| 10 maggio   | Beato Enrico Rebuschini                                                   | Memoria facoltativa           |
| 26 maggio   | Santa Maria del Fonte presso Caravaggio, patrona della diocesi            | Solennità                     |
| 2 giugno    | Dedicazione della cattedrale                                              | Festa Solennità in cattedrale |
| 18 giugno   | Sant'Imerio, patrono secondario della diocesi                             | Memoria                       |
| 4 luglio    | Sant'Alberto Quadrelli, vescovo                                           | Memoria facoltativa           |
| 5 luglio    | Sant'Antonio Maria Zaccaria, sacerdote, patrono secondario della diocesi  | Memoria                       |
| 16 agosto   | San Rocco                                                                 | Memoria                       |
| 12 ottobre  | Dedicazione della propria chiesa                                          | Solennità                     |
| 19 ottobre  | Sant'Eusebio, sacerdote                                                   | Memoria facoltativa           |
| 7 novembre  | San Vincenzo Grossi, sacerdote                                            | Memoria                       |
| 13 novembre | Sant'Omobono, laico, patrono della città e della diocesi                  | Solennità                     |
| 10 dicembre | Beato Arsenio da Trigolo, sacerdote                                       | Memoria facoltativa           |

## Statistiche
La diocesi nel 2023 su una popolazione di 360 429 persone contava 312 000 battezzati, corrispondenti all'86,6% del totale.
| anno | popolazione | popolazione | popolazione | presbiteri | presbiteri | presbiteri | presbiteri                | diaconi | religiosi | religiosi | parrocchie |
| anno | battezzati  | totale      | %           | numero     | secolari   | regolari   | battezzati per presbitero | diaconi | uomini    | donne     | parrocchie |
| ---- | ----------- | ----------- | ----------- | ---------- | ---------- | ---------- | ------------------------- | ------- | --------- | --------- | ---------- |
| 1950 | 388 040     | 389 510     | 99,6        | 497        | 443        | 54         | 780                       |         | 102       | 1 925     | 234        |
| 1970 | 361 616     | 361 686     | 100,0       | 348        | 289        | 59         | 1 039                     |         | 105       | 1 608     | 236        |
| 1980 | 349 439     | 349 609     | 100,0       | 433        | 382        | 51         | 807                       |         | 84        | 1 260     | 236        |
| 1990 | 337 700     | 338 000     | 99,9        | 402        | 368        | 34         | 840                       |         | 83        | 1 000     | 223        |
| 1999 | 314 000     | 319 000     | 98,4        | 396        | 357        | 39         | 792                       | 8       | 88        | 780       | 223        |
| 2000 | 313 500     | 318 000     | 98,6        | 377        | 339        | 38         | 831                       | 12      | 87        | 746       | 223        |
| 2001 | 325 000     | 337 249     | 96,4        | 369        | 337        | 32         | 880                       | 12      | 90        | 704       | 223        |
| 2002 | 330 000     | 339 111     | 97,3        | 363        | 336        | 27         | 909                       | 13      | 117       | 657       | 223        |
| 2003 | 330 000     | 338 848     | 97,4        | 365        | 334        | 31         | 904                       | 13      | 101       | 629       | 223        |
| 2004 | 328 000     | 340 000     | 96,5        | 366        | 336        | 30         | 896                       | 13      | 88        | 584       | 223        |
| 2006 | 330 000     | 348 393     | 94,7        | 374        | 333        | 41         | 882                       | 13      | 88        | 546       | 224        |
| 2013 | 331 250     | 368 797     | 89,8        | 336        | 308        | 28         | 985                       | 14      | 46        | 389       | 222        |
| 2016 | 317 208     | 366 503     | 86,5        | 323        | 295        | 28         | 982                       | 14      | 49        | 301       | 222        |
| 2019 | 313 170     | 361 863     | 86,5        | 294        | 274        | 20         | 1 065                     | 13      | 29        | 288       | 222        |
| 2021 | 312 400     | 360 956     | 86,5        | 278        | 258        | 20         | 1 123                     | 15      | 29        | 270       | 222        |
| 2023 | 312 000     | 360 429     | 86,6        | 284        | 263        | 21         | 1 098                     | 15      | 30        | 240       | 221        |